# Koffietassen
Koffietassen is een theekopjesattractie in het Belgische dieren- en attractiepark Bellewaerde te Ieper. De attractie werd in 1989 gebouwd door MACK Rides en staat in het themagedeelte KidsPark.

## Attractie
De attractie bestaat uit een grote ronddraaiende schijf, met daarop kleinere schijven die afzonderlijk ook ronddraaien, met daarop elk drie koffiekoppen. Ook staan drie afzonderlijke koffiekoppen gewoon op de grote schijf gemonteerd.
De koppen kunnen ook afzonderlijk draaien door middel van de eigen kracht van de inzittende(n). In de kop is een klein "tafeltje" gemonteerd waar men zich tegen kan afzetten. Afhankelijk van de richting waarin men draait, krijgt men een heel andere ervaring.
Afbeeldingen